# Mompha difficilis
Mompha difficilis é uma espécie de mariposa do gênero Mompha pertencente à família Coleophoridae.